# Treehouse of Horror

Treehouse of Horror (срп. Кућица на дрвету страве) или The Simpsons Halloween Specials (срп. Симпсонови — специјал за Ноћ вештица) је серијал епизода Симпсонова чија је тематика Ноћ вештица и који се емитује крајем октобра или почетком новембра (пре или после празника). Епизоде садрже хорор, научнофантастичне и натприродне елементе и ситуације са којима се чланови породице Симпсон сусрећу. Почеле су са емитовањем од друге сезоне. У највећем броју случајева су пародија познатих књига, филмова или серија.